# MTV Video Music Awards 2007
Die Verleihung der 24. Video Music Awards des Musiksenders MTV fand am 9. September 2007 zum ersten Mal im Palms Casino Resort in Paradise statt. Die Show wurde von Musikproduzent Timbaland moderiert. Die Nominierten waren am 7. August in der US-amerikanischen Version von TRL bekanntgegeben worden.

## Nominierte und Gewinner
Die jeweils fett markierten Künstler zeigen den Gewinner der Kategorie an.

### Video of the Year
- Beyoncé – Irreplaceable
- Justice – D.A.N.C.E.
- Rihanna featuring Jay-Z – Umbrella
- Justin Timberlake – What Goes Around...Comes Around
- Kanye West – Stronger
- Amy Winehouse – Rehab

### Male Artist of the Year
- Akon
- Kanye West
- Justin Timberlake
- T.I.
- Robin Thicke

### Female Artist of the Year
- Amy Winehouse
- Beyoncé
- Fergie
- Nelly Furtado
- Rihanna

### Best New Artist
- Amy Winehouse
- Carrie Underwood
- Gym Class Heroes
- Lily Allen
- Peter Bjorn and John

### Best Group
- Fall Out Boy
- Gym Class Heroes
- Linkin Park
- Maroon 5
- White Stripes

### Most Earthshattering Collaboration
- Akon featuring Eminem – Smack That
- Beyoncé featuring Shakira – Beautiful Liar
- Justin Timberlake featuring Timbaland – SexyBack
- Gwen Stefani featuring Akon – The Sweet Escape
- U2 featuring Green Day – The Saints Are Coming

### Quadruple Threat of the Year
- Beyoncé
- Bono
- Jay-Z
- Justin Timberlake
- Kanye West

### Monster Single of the Year
- Avril Lavigne – Girlfriend
- Daughtry – Home
- Fall Out Boy – Thnks Fr Th Mmrs
- Lil' Mama – Lip Gloss
- T-Pain featuring Yung Joc – Buy U a Drank (Shawty Snappin')
- Timbaland featuring Keri Hilson, D.O.E. and Sebastian – The Way I Are
- MIMS – This Is Why I'm Hot
- Plain White T’s – Hey There Delilah
- Rihanna featuring Jay-Z – Umbrella
- Shop Boyz – Party Like a Rockstar

### Best Director
- Beyoncé featuring Shakira – Beautiful Liar – Director: Jake Nava
- Christina Aguilera – Candyman – Directors: Matthew Rolston und Christina Aguilera
- Justin Timberlake – What Goes Around...Comes Around – Director: Samuel Bayer
- Kanye West – Stronger – Director: Hype Williams
- Linkin Park – What I’ve Done – Director: Joseph Hahn
- Rihanna featuring Jay-Z – Umbrella – Director: Chris Applebaum

### Best Choreography in a Video
- Beyoncé and Shakira – Beautiful Liar – Choreograph: Frank Gatson
- Chris Brown – Wall to Wall – Choreograph: Rich & Tone and Flii Styles
- Ciara – Like a Boy – Choreograph Jamaica Craft
- Eve – Tambourine – Choreograph: Tahesha Scott
- Justin Timberlake – My Love – Choreograph: Marty Kuldeka